# Canal 15
Pour les articles homonymes, voir Canal 15 (homonymie).
Canal 15 est une ancienne chaîne de télévision locale de service public dont la ligne éditoriale est basée sur la proximité et l'expression citoyenne. La chaîne s’attache alors à favoriser l’expression sur des thèmes proches des citoyens, à conforter l’identité du territoire et accompagner les initiatives locales. Elle assure ainsi son rôle de télévision de service public. Elle est exploitée par la société éponyme.
Créée en 1992, elle a tout d'abord été diffusée sur le câble, puis en ADSL et en hertzien. À partir de l'extinction de l'analogique en mai 2010, Canal 15 fut disponible sur la TNT.

## Historique
Début de émissions en octobre 1992 par le câble à La Roche-sur-Yon.
Le 11 septembre 2007, la chaîne obtient du CSA le droit d'émettre sur le réseau hertzien terrestre sur l'ensemble du Pays yonnais.
En janvier 2010, la chaîne partage son canal de diffusion en analogique avec TV Vendée (de 22h30 à 9h00 et de 13h00 à 19h30) sur le canal 32. Les deux chaînes concluent d'un accord après l'attribution des canaux auprès des différents opérateurs de télévision dans le département de la Vendée.
À partir du 18 mai 2010, Canal 15 émet sur la TNT dans l'ensemble du département de la Vendée et alentour, sur la fréquence 754,2 Mhz sur le multiplex L8.
À partir du 6 juin 2011, Canal 15 n’émet plus que des rediffusions de l'édition spéciale consacrée à l’arrêt de la chaîne, une cessation d'activité qui a été décidé en moins de 60 minutes après une assemblée extraordinaire. Canal 15 coupera définitivement le signal vers août 2011.
La société (518-727-656) immatriculée le 11 février 2009, a été dissoute le 6 juin 2011.
Les salariés ont publié un communiqué peu après le 6 juin pour manifester leur mécontentement. 

### Identité visuelle (logo)

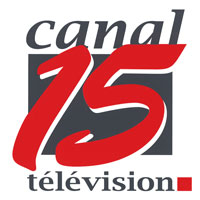
Logo jusqu'en 2007
Logo de septembre 2007 à avril 2010
Logo d'avril 2010 à juin 2011

## Organisation
Direction
- Pascal Clergeau – directeur
- Muriel Dos Santos – assistante gestion administrative et financière

Rédaction
- Bruno Faivre – Rédacteur en chef
- Laurent Marteau – Journaliste reporter d’images
- Elise Vinet – Journaliste reporter d’images
- Romain Burot – Journaliste reporter d’images
- Alain Cerceau - Journaliste reporter d'images Sud-Vendée

Programmes participatifs
- Delphine Darbot - Journaliste reporter d'images

Commercial
- Aurélie Astoul – Chargée de développement
- Patrick Meunier - Chef de publicité

Production
- Lucien Kérisit – Responsable administratif du service technique, chargé de diffusion
- Brice Bucher – Cadreur-monteur
- Antony Ganot – Cadreur-monteur

Conseil d'Administration
- Alain Coulais – Président
- Gaston Garnier – vice-président

Stagiaire
- Brice Esnault - Graphiste

## Programmes
- La session d'information : du lundi au vendredi, 1 heure de traitement d'info avec le journal, la météo, le magazine du jour ainsi qu'une chronique et un invité, à partir de 18h00.
- Le journal' : du lundi au vendredi à 18h00, 19h00, 20h00, traitement réactif et décryptage de l'information locale sous toutes ses formes.
- La météo du département. Éphéméride et horaires des marées.
- Canal Sports : chaque lundi après le journal à 18h37, 19h37 et 20h37 en premières diffusions, l'actualité sportive du week-end, reportages sur les rencontres, portraits et classements.
- Le JT des assos : chaque lundi après le journal à 18h43, 19h43 et 20h43 en premières diffusions, le magazine de l'actualité des associations.
- Tapas : chaque mardi après le journal à 18h37, 19h37 et 20h37 en premières diffusions, le magazine de la découverte et de l’actualité culturelle en Pays yonnais.
- Le mag ciné : chaque mardi après le journal à 18h43, 19h43 et 20h43 en premières diffusions. Les sorties ciné marquantes de la semaine.
- L’actu de la semaine : dès le samedi midi, toute l'info de la semaine condensée en 26 min.
- Histoire de Pays : magazine mensuel sur le patrimoine et l'histoire de la Vendée.
- Culturama : magazine mensuel culturel.
- Le 13' Eco : magazine mensuel économique.
- Tv Pays : magazine mensuel réalisé avec le réseau de correspondants de la chaîne.
- Connex'Yon : magazine étudiant.

Programmes coproduits par le GIE Grand Ouest Régie Télévision ou par REC (Réactions en Chaîne)
- Documentaires : avec Grand Ouest Télévisions, les chaînes de l’Ouest coproduisent et diffusent chaque mois un film documentaire en donnant la priorité aux jeunes réalisateurs de l'ouest.
- Fictions : environ une heure par mois de courts et moyens métrages.
- Captations : concerts du « festival des Vieilles Charrues » et de « Rock en scène » entre autres, diffusés une fois par mois.